# Adoretus elongatus
Adoretus elongatus är en skalbaggsart som beskrevs av Eugène Benderitter 1922. 
Adoretus elongatus ingår i släktet Adoretus och familjen Rutelidae. Inga underarter finns listade i Catalogue of Life.